# Pääskynsaari (ö i Birkaland, Tammerfors, lat 61,81, long 23,81)
Pääskynsaari är en ö i Finland. Den ligger i sjön Vankavesi och i kommunen Tammerfors i den ekonomiska regionen Tammerfors och landskapet Birkaland, i den södra delen av landet, 190 km norr om huvudstaden Helsingfors. Öns area är 0,5 hektar och dess största längd är 110 meter i nord-sydlig riktning.